# Aeroportul Wrigley
Aeroportul Wrigley (IATA: YWY, ICAO: CYWY) este un aeroport din Wrigley⁠(d), Region 4, Northwest Territories⁠(d), Teritoriile de Nord-Vest, Canada ce deservește zona Wrigley⁠(d).
Situat la o altitudine de 150 m, aeroportul dispune de o singură pistă.